# Lili Dreßler

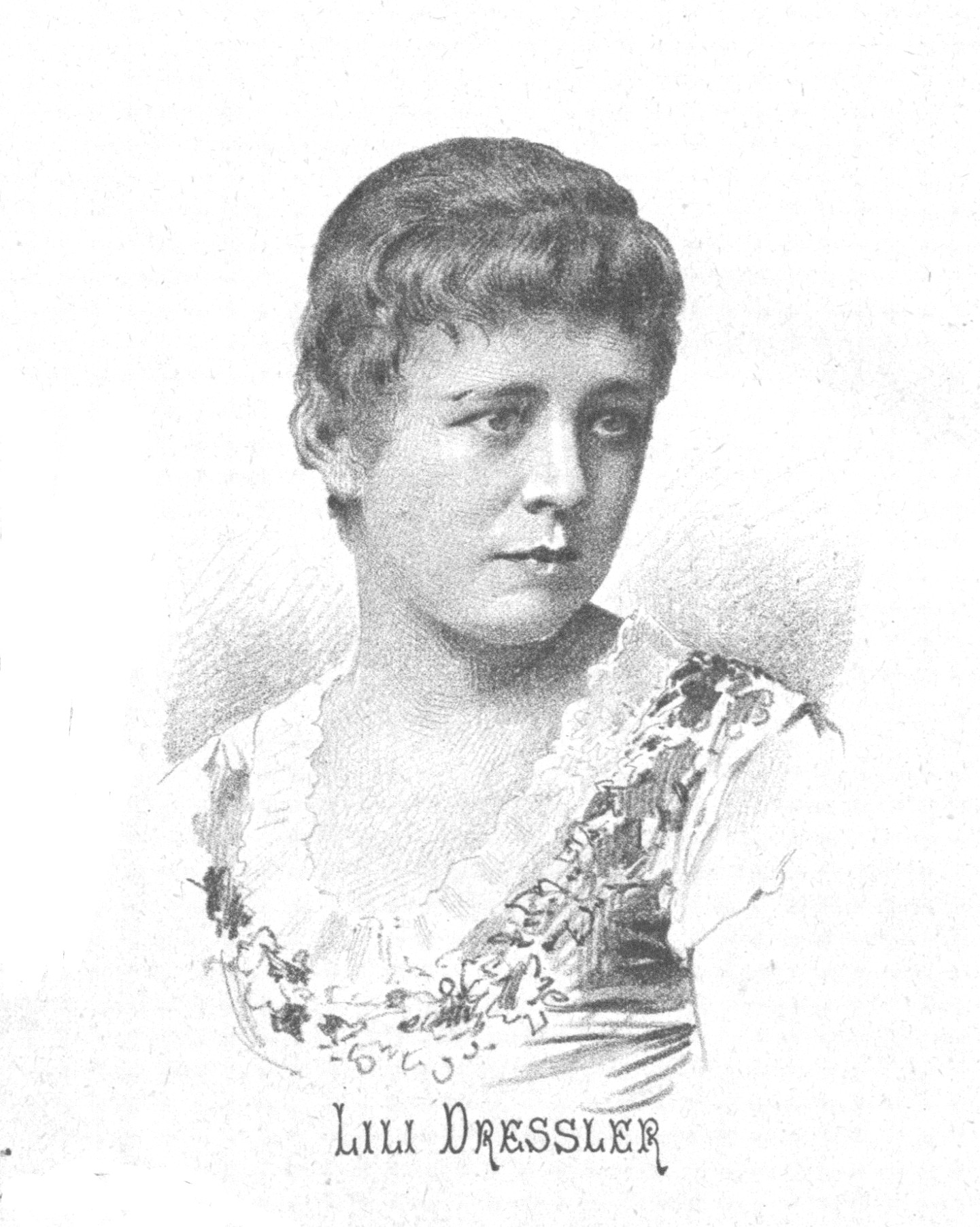
Lili Dressler im Jahre 1887

Lili Dreßler, auch Lilli Dressler (11. Februar 1857 in Würzburg – 16. Januar 1927 in München) war eine deutsche Opernsängerin (Sopran) und Gesangspädagogin.

## Leben
Lili Dreßler war die Tochter eines königlichen Bezirksarztes. Schon in den Kinderjahren fielen ihre helle, reine Stimme und ihre musikalische Sicherheit auf. Man entschloss sich daher, die Kleine ausbilden zu lassen. Zuerst erteilte ihr eine Gesangslehrerin, eine Schülerin der Taliani, Unterricht und 1881 übernahm Johanna Jachmann-Wagner ihre weitere Ausbildung.
Nach einem erfolgreichen Probesingen auf der Münchener Bühne wurde die junge Künstlerin an das Hoftheater engagiert und trat am 14. März 1883 als „Pamina“ in der „Zauberflöte“ vor das Publikum der bayrischen Hauptstadt. Noch erhöhteren Beifall fand ihre zweite Antrittsrolle („Margarethe“ in „Faust“). Die Künstlerin verließ diese Bühne nicht mehr und wurde durch ihre Sicherheit und Vielseitigkeit im jugendlich dramatischen Fach eine Hauptstütze des Münchener Opernrepertoires.
Rasch vermehrte sie den Kreis ihrer Rollen und bald zählten „Katharina“, „Mignon“, „Elsa“, „Elisabeth“, „Pamina“, „Agathe“, „Santuzza“, „Anna“ („Weiße Dame“) etc. zu ihren besten Leistungen. 1889 berief man Dreßler zu den Festspielen nach Bayreuth, wo sie als „Eva“ in den „Meistersingern“ und „Solomädchen“ im „Parsifal“, einen internationalen Publikum Beweise ihres reichen Könnens geben konnte. 
Nach ihrer Bühnenkarriere arbeitete sie als Gesangspädagogin. Eine ihrer Schülerinnen war die Sopranistin Lite Olszewski-Thomasius, die Frau des Malers Karl Ewald Olszewski.